# Губернатор Томской области
Губерна́тор То́мской о́бласти — высшее должностное лицо Томской области. Губернатор возглавляет систему органов исполнительной власти региона.
Должность введена уставом Томской области в июле 1995 года. Действующий губернатор — Владимир Мазур, избранный в 2022 году.

## Полномочия
В соответствии со статьёй 76 Устава Томской области срок полномочий Губернатора Томской области — 5 лет.

## Список губернаторов
| № | Губернатор                 | Основание пребывания в должности | Срок полномочий                    |
| - | -------------------------- | --- | ---------------------------------- |
| 1 | Виктор Кресс (род. 1948)   | назначен главой администрации указом президента РСФСР Бориса Ельцина от 20 октября 1991                                                                     | 20 октября 1991 — 22 декабря 1995  |
| 1 | Виктор Кресс (род. 1948)   | выборы 17 декабря 1995, как кандидат от НДР в 1 туре набрал 52,09 %, избран на 4 года                                                                       | 22 декабря 1995 — сентябрь 1999    |
| 1 | Виктор Кресс (род. 1948)   | выборы 19 сентября 1999, в 1 туре набрал 72,92 %, избран на 4 года                                                                                          | сентябрь 1999 — 26 сентября 2003   |
| 1 | Виктор Кресс (род. 1948)   | выборы 21 сентября 2003, в 1 туре набрал 70,10 %, избран на 5 лет                                                                                           | 26 сентября 2003 — 17 марта 2007   |
| 1 | Виктор Кресс (род. 1948)   | наделение полномочиями: 5 марта 2007 президент Владимир Путин внёс кандидатуру в Госдуму Томской области, 10 марта 2007 наделён полномочиями на 5 лет       | 17 марта 2007 — 17 марта 2012      |
| 2 | Сергей Жвачкин (род. 1957) | наделение полномочиями: 7 февраля 2012 президент Дмитрий Медведев внёс кандидатуру в Госдуму Томской области, 15 февраля 2012 наделён полномочиями на 5 лет | 17 марта 2012 — 17 марта 2017      |
| 2 | Сергей Жвачкин (род. 1957) | указ президента РФ Владимира Путина от 21 февраля 2017, назначен врио до избрания губернатора на выборах 10 сентября 2017                                   | 21 февраля 2017 — 18 сентября 2017 |
| 2 | Сергей Жвачкин (род. 1957) | выборы 10 сентября 2017, как кандидат от «Единой России» в 1 туре набрал 60,58 %, избран на 5 лет                                                           | 18 сентября 2017 — 10 мая 2022     |
| 3 | Владимир Мазур (род. 1966) | указ президента РФ Владимира Путина от 10 мая 2022, назначен врио губернатора. 11 сентября 2022 избран на должность главы региона.                          | 10 мая 2022 — настоящее время      |